# 弗雷德·阿米森
弗雷德·阿米森（Fereydun Robert "Fred" Armisen，1966年12月4日—）是一位美國男演員、配音演員、劇作家、製作人、導演、歌手、音樂人和喜劇人。在2002年至2013年，弗雷德·阿米森曾是《週六夜現場》的固定卡司。他曾獲得過艾美獎提名，並兩次獲得過皮博迪獎。

## 外部連結
- 官方网站
- 弗雷德·阿米森在互联网电影资料库（IMDb）上的資料（英文）
- 在AllMovie上弗雷德·阿米森的頁面（英文）
- Episode 636 - Fred Armisen （页面存档备份，存于） @ WTF with Marc Maron